# Santiago González Iglesias
Pour les articles homonymes, voir González et Iglesias.
Pas d'image ? Cliquez ici

a Compétitions nationales et continentales officielles uniquement.

b Matchs officiels uniquement.
Dernière mise à jour le 9 août 2024.
Santiago González Iglesias, né le 16 juin 1988 à Buenos Aires (Argentine), est un joueur de rugby à XV international argentin évoluant au poste de demi d'ouverture ou de centre.

## Carrière

### En club
Santiago González Iglesias commence sa carrière dans sa ville natale de Buenos Aires, avec l'équipe amateure de l'Alumni Athletic Club dans le URBA Top 14, avec qui il évolue depuis 2009. À côté de cela, il joue avec la province des Pampas XV entre 2010 et 2015. Avec cette équipe, il dispute la Vodacom Cup (championnat des provinces sud-africaines) entre 2010 et 2013, puis remporte la Pacific Rugby Cup en 2014 et 2015,,.
En 2016, il fait ses débuts en Super Rugby avec la franchise des Jaguares. Il joue quatre saisons avec cette équipe, avant de la quitter après la saison 2019.
Il rejoint ensuite les Munakata Sanix Blues pour la saison 2020 de Top League. Il ne joue que trois matchs avant que la saison ne soit interrompue par la pandémie de Covid-19.
En 2021, il s'engage avec l'équipe américaine de la Legion de San Diego qui évolue en Major League Rugby.
Au bout d'une unique saison aux États-Unis, il retourne jouer en Argentine avec son ancien club de l'Alumni Athletic Club dans le championnat de Buenos Aires.

### En équipe nationale
Santiago González Iglesias obtient sa première cape internationale avec l'équipe d'Argentine le 22 mai 2011 à l'occasion d'un match contre l'équipe du Chili à Puerto Iguazú.
En 2015, il est retenu dans le groupe de 31 joueurs sélectionné par Daniel Hourcade pour la Coupe du monde en Angleterre. Il joue trois matchs de la compétition contre les Tonga, la Namibie et l'Afrique du Sud. Il inscrit onze points (1 pénalité et 4 transformations).

## Palmarès

### En club
- Vainqueur de la Vodacom Cup en 2011 avec les Pampas XV
- Vainqueur de la Pacific Rugby Cup en 2014 et 2015 les Pampas XV.
- Finaliste du Super Rugby en 2019 avec les Jaguares.

## Statistiques
Au 16 septembre 2021, Santiago González Iglesias compte 41 capes en équipe d'Argentine, dont 16 en tant que titulaire, depuis le 20 mai 2009 contre l'équipe du Chili à Montevideo. Il a inscrit 105 points (5 essais, 8 pénalités et 28 transformations).
Il participe à cinq éditions du Rugby Championship, en 2014, 2015, 2016, 2017 et 2018. Il dispute dix-sept rencontres dans cette compétition.